# 埃默河
47°13′8″N 7°34′17″E / 47.21889°N 7.57139°E

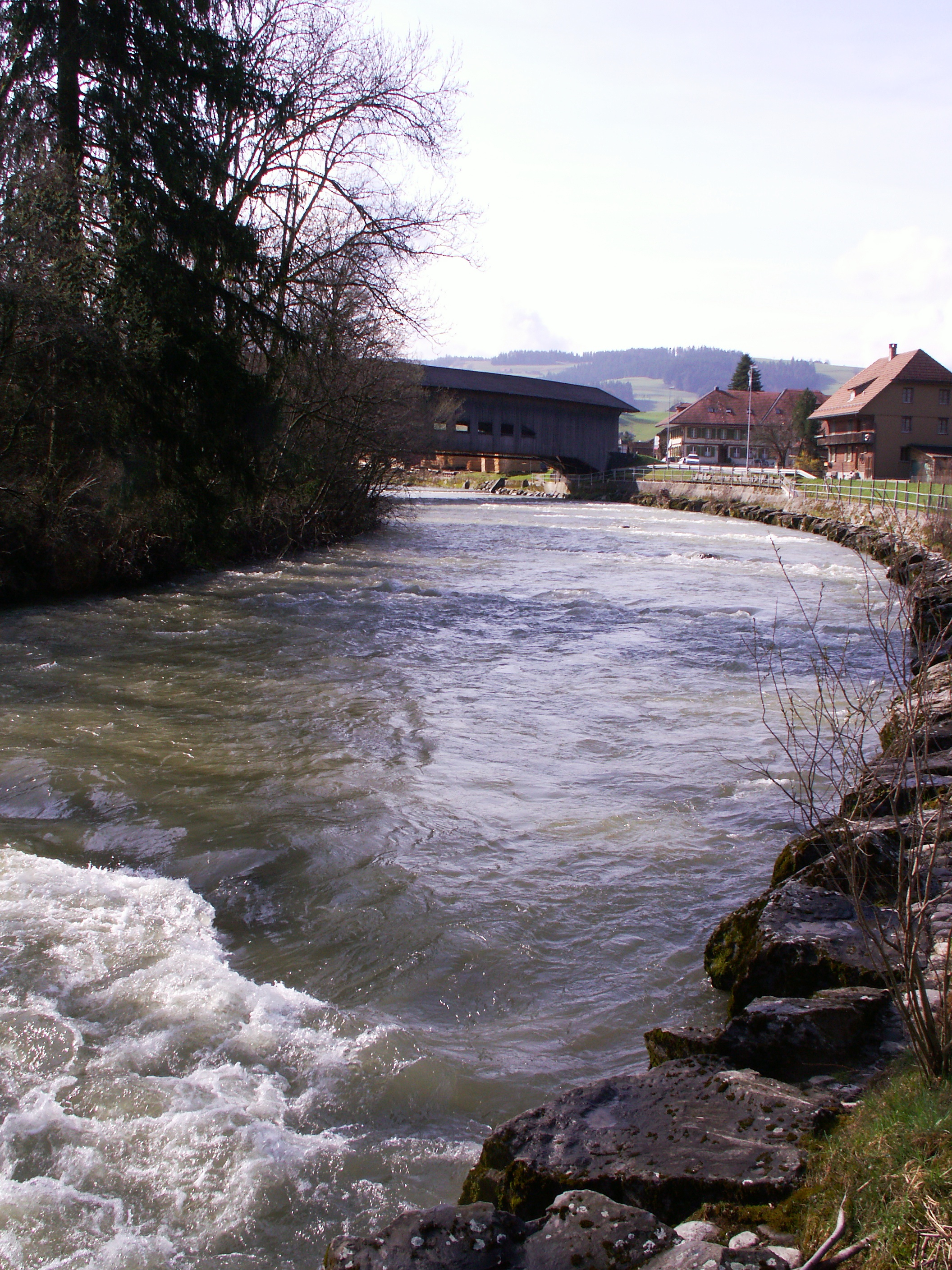

埃默河（德語：Emme，德語發音：[ˈɛmə]）是瑞士的河流，位於該國中部，流經伯恩州和索洛圖恩州，屬於阿勒河的支流，河道全長82公里，流域面積976平方公里，發源自霍甘特峰和奧格斯特馬特峰之間，流经埃默河谷，最終在盧特巴赫附近注入阿勒河。